# Kuriyama Yuki
Yuki Kuriyama (sinh ngày 15 tháng 9 năm 1988) là một cầu thủ bóng đá người Nhật Bản.

## Sự nghiệp câu lạc bộ
Yuki Kuriyama đã từng chơi cho Sagan Tosu.